# Éculleville
Éculleville ist eine Ortschaft und eine ehemalige französische Gemeinde mit 47 Einwohnern (Stand: 1. Januar 2022) im Département Manche in der Region Normandie. Sie gehörte zum Arrondissement Cherbourg und zum Kanton La Hague.
Mit Wirkung vom 1. Januar 2017 wurde die bisherige Gemeinde Éculleville mit den übrigen 18 Gemeinden der ehemaligen Communauté de communes de la Hague zu einer Commune nouvelle mit dem Namen La Hague zusammengeschlossen und verfügt in der neuen Gemeinde über den Status einer Commune déléguée. Der Verwaltungssitz befindet sich im Ort Beaumont-Hague.

## Geografie
Im Nordosten hat Éculleville einen Strandabschnitt am Ärmelkanal. Nachbarorte sind Gréville-Hague im Südosten, Beaumont-Hague im Südwesten und Omonville-la-Rogue im Nordwesten.

## Bevölkerungsentwicklung
| Jahr      | 1962 | 1968 | 1975 | 1982 | 1990 | 1999 | 2008 | 2015 |
| --------- | ---- | ---- | ---- | ---- | ---- | ---- | ---- | ---- |
| Einwohner | 51   | 56   | 33   | 55   | 55   | 42   | 46   | 31   |

## Sehenswürdigkeiten

Kirche Saint-Martin

- Kirche Saint-Martin